# Білово (Усть-Пристанський район)
Біло́во (рос. Белово) — село у складі Усть-Пристанського району Алтайського краю, Росія. Адміністративний центр та єдиний населений пункт Біловської сільської ради.

## Населення
Населення — 230 осіб (2010; 363 у 2002).
Національний склад (станом на 2002 рік):
- росіяни — 100 %